# Jens Jefsen
Jens Jefsen (født 14. april 1946 i Bov) er en dansk kontrabassist med base i Århus. Hans karriere startede i 1969, da han på Jazzhus Tagskægget fik til opgave at akkompagnere næsten alle amerikanske jazzkoryfæer, der kom forbi. Blandt dem kan nævnes Dexter Gordon, Johnny Griffin, Ben Webster, Clark Terry, Eddie Lockjaw Davis, Roy Eldridge.
Jefsen var med i 70'er og 80'er-grupper som Peder Pedersens Big Band, Tears, Det Beskidte Dusin, Laumann-Gjedsted Kvintetten, Kamæleon og Tøbrud, sidstnævnte blev i 2007 genetableret og bestod herefter i 3 år. Desuden havde Jefsen en masse arbejde på teater, radio og TV. Jefsen har fra 1992 til 2004 været fast bassist i Klüvers Big Band, samt i mange år aktiv med eget band (Jens Jefsen Trio), Povl Dissing/Benny Andersen, Valdemar Rasmussen Trio, Tøbrud, såvel som en hel del free-lance spil. Hans mangeårige indforståede samarbejde med guitaristen Uffe Steen er kendt i jazz- og blueskredse i DK.[kilde mangler]. Dette samarbejde blev i 2006 belønnet med Jazzselskabet Aarhus's Gaffelpris, som gives årligt til en eller flere musikere, der har betydet noget for byens jazzliv. Jefsen's bas høres på rigtig mange danske albums, både LPer og CDer. Han har selv udgivet 10 solo-albums, senest 'Music Between Gigs' i 2021. For album'et 'Kiss My Jazz' i 1998 modtog Jefsen fra Statens Kunstfond en pris som anerkendelse for det kunstneriske udtryk.

## Diskograf
- Interval 1988
- Interaction 1991
- Handshakin’ 1994
- Kiss My Jazz 1998
- Bejazzled 2002
- Don’t Quit 2006
- For Good And All 2008
- Jam Me Up 2014
- A Secret Sigh 2016 - Music Between Gigs 2021